# Kanyakumari
Kanyakumari este un oraș în India.